# Mark Davis (snooker)
Mark Davis, angleški igralec snookerja, * 12. avgust 1972.
Davis prihaja iz St. Leonardsa, Sussex, Anglija. Vrhunec njegove dosedanje kariere je bila zmaga na turnirju Benson & Hedges Championship leta 2002, s katero si je prislužil nastop na prestižnem turnirju Masters.

## Kariera
Davis je prvič opozoril nase leta 1995, ko je v prvem krogu Svetovnega prvenstva izločil Kena Dohertyja z 10-7. V drugem krogu ga je nato domov poslal Peter Ebdon (7-13), Irec Doherty pa se je Davisu oddolžil dve leti kasneje, ko sta se znova srečala v prvem krogu Svetovnega prvenstva. Izid je bil 10-8 v korist Dohertyja, ki je nato osvojil tudi prvenstvo in s tem edinkrat v karieri postal svetovni prvak. Poleg omenjenih dveh nastopov je Davis v prvem krogu Svetovnega prvenstva igral še v letih 1994, 2001 in 2008. Nazadnje, leta 2008, se je prebil čez dve kvalifikacijski oviri (Leo Fernandez 10-9 in Gerard Greene 10-2) in nato izgubil v prvem krogu proti Marku Williamsu, izid je bil 3-10.
Davis je bil blizu izpada iz svetovne karavane ob prelomu tisočletja, a se je nato po prelomu pobral in se vrnil med najboljših 48 igralcev na svetovni jakostni lestvici. Leta 2001 je dosegel četrtfinale turnirja Scottish Open (porazil ga je Ken Doherty s 5-3), ki pa je bil njegov drugi četrtfinale na katerem od jakostnih turnirjev. Prvič je v četrtfinalu jakostnega turnirja igral leta 1996 na turnirju German Open, tedaj je bil od njega boljši Nigel Bond s 5-1.
V prvi krog glavnega del Svetovnega prvenstva leta 2008 se je prebil po dveh skromnih sezonah, v katerih je padel na 58. mesto jakostne lestvice. Sezono 2008/09 je začel odlično, saj je na turnirju Northern Ireland Trophy 2008 v prvem krogu premagal lokalnega upa Joeja Swaila (5-4) in nato v drugem krogu še Kitajca Dinga Junhuija (5-4). Njegovo zmago proti Kitajcu Dingu so sploh dostikrat že označili za eno najboljših zmag njegove kariere. Zmage pa ni uspel prenesti naprej v osmino finala, saj ga je tam odpravil Ali Carter z izidom 5-2.
Dobro formo je prikazal še na dveh turnirjih sezone, Prvenstvu Bahrajna in UK Championshipu, na obeh se je prebil skozi sito kvalifikacij, a se je na obeh poslovil že v prvem krogu glavnega dela turnirja, na turnirju UK Championship je sicer dvoboj proti Joeju Perryju izgubil zaradi težav z želodcem.  Tako je že po petih od osmih jakostnih turnirjev sezone presegel dosežene točke za jakostno lestvico iz celotne sezone 2007/08. 
Davis je v karieri do oktobra 2008 ustvaril 88 nizov vsaj 100 točk, s čimer je prehitel nekatere svoje po rezultatih uspešnejše sodobnike, npr. Joeja Swaila, Marka Kinga in Davida Roeja. 

## Zasebno življenje
Davis ima brata Steva, ki pa razen enakega imena ni v nikakršni povezavi s šestkratnim svetovnim prvakom Stevom Davisom.

## Osvojeni turnirji

### Nejakostni turnirji
- Benson & Hedges Championship - 2002